# Xiphorhynchus lachrymosus
A Xiphorhynchus lachrymosus a madarak (Aves) osztályának verébalakúak (Passeriformes) rendjébe, valamint a fazekasmadár-félék (Furnariidae) családjába és a fahágóformák (Dendrocolaptinae) alcsaládjába tartozó faj.

## Rendszerezése
A fajt George Newbold Lawrence amerikai üzletember és amatőr ornitológus írta le 1862-ben, a Dendrornis nembe  Dendrornis lachrymosus néven, innen helyezték jelenlegi nemébe.

## Alfajai
- Xiphorhynchus lachrymosus alarum Chapman, 1915
- Xiphorhynchus lachrymosus lachrymosus (Lawrence, 1862)[2]

## Előfordulása
Costa Rica, Nicaragua, Panama, Ecuador, és Kolumbia  területén honos. A természetes élőhelye a szubtrópusi és trópusi  síkvidéki és hegyi esőerdők, valamint mangroveerdők. Állandó, nem vonuló faj.

## Megjelenése
Átlagos testhossza 25 centiméter, testtömege 51-66 gramm.

## Életmódja
Főleg ízeltlábúakkal táplálkozik, de kisebb gerinceseket is fogyaszt.

## Külső hivatkozás
- Képek az interneten a fajról
- Xeno-canto.org - a faj hangja